# Lengvenis Algirdaitis

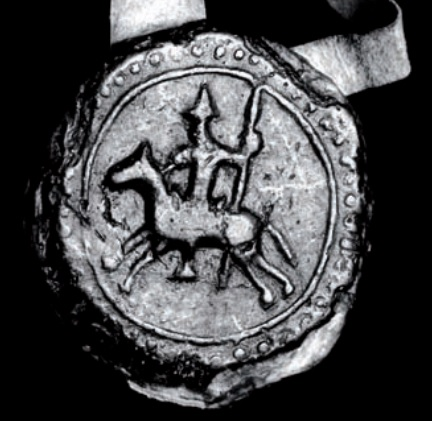
Siegel von Lengvenis Algirdaitis, 1379

Lengvenis Algirdaitis (nach orthodoxen Riten getauft, bekam den Namen Simeon, lit. Simonas; * um 1360; † nach dem 19. Juni 1431) war ein litauischer Herzog aus der Gediminas-Dynastie, der Sohn des litauischen Großherzog Algirdas und der Uljana von Twer. Er war einer der berühmtesten Feldherren des litauischen Großherzogs Vytautas des Großen.
1389–1392 von den Einwohnern von Nowgorod eingeladen, war er der Stellvertreter des litauischen Großherzogs Jogaila, 1406–1411, des litauischen Großherzogs Vytautas des Großen in der Republik Nowgorod. Er führte den Kampf der Republik Nowgorod gegen die Republik Pskow, den Livländischen Orden und Schweden.
Um 1393 erhielt Lengvenis von Vytautas dem Großen die Kontrolle über das Herzogtum Mszislau.
Er heiratete Maria, die Tochter des Moskauer Großherzogs Dmitri Donskoi. Sein Sohn Juri führte die Flaggen (Regimenter) von Smolensk während der Schlacht bei Tannenberg (1410) an.